# پارک شبه‌ملی شوکانبتسو-تیوری
پارک شبه‌ملی شوکانبتسو-تیوری (به لاتین: Shokanbetsu-Teuri-Yagishiri Quasi-National Park) یک پارک شبه‌ملی و منطقهٔ مسکونی در ژاپن است که در Hokkaido Prefecture واقع شده‌است.